# Żadki
Żadki (ukr. Жадьки) – wieś na Ukrainie w rejonie czerniachowskim obwodu żytomierskiego.